# Pseudopanurgus sculleni
Pseudopanurgus sculleni là một loài Hymenoptera trong họ Andrenidae. Loài này được Timberlake mô tả khoa học năm 1975.